# USS Erie (1813)
USS Erie – trzymasztowy, drewniany slup wojenny US Navy uczestniczący w działaniach w pierwszej połowie XIX wieku.
Erie został zwodowany 3 listopada 1813 roku w stoczni w Baltimore w stanie Maryland i wprowadzony do służby 20 marca 1814 roku pod dowództwem komandora porucznika Charlesa G. Ridgeleya. 
Nie mogąc wyjść w morze z powodu brytyjskiej blokady zatoki Hampton Roads Erie musiał zawrócić 7 kwietnia do Baltimore, gdzie stał zakotwiczony bez załogi do początku roku 1815. 8 maja pożeglował do Bostonu, by dołączyć do eskadry Williama Bainbridge'a wyruszającej 2 lipca na Morze Śródziemne. W wyniku podpisania traktatu pokojowego z Algierem, eskadra została zawrócona do Stanów Zjednoczonych, natomiast Erie dołączył do flotylli mającej osłaniać statki handlowe i zapobiegać przyszłym próbom ataków piratów berberyjskich. Okręt pozostawał na Morzu Śródziemnym przez cztery lata, by ostatecznie opuścić 27 listopada 1819 roku Gibraltar. Po postoju na Maderze i w Indiach Zachodnich, dotarł 20 stycznia 1820 roku do Nowego Jorku, gdzie celem dokonania napraw został odstawiony do stoczni, w której spędził 3 i pół roku.
Po przedłużeniu do 37 m i zwiększeniu tonażu do 611 ton Erie opuścił w listopadzie 1823 roku Nowy Jork, by znów służyć na Morzu Śródziemnym do roku 1826. W latach 1827–1832 okręt bazował w Pensacoli na Florydzie i wrócił na północ − do Nowego Jorku lub Norfolk − dla koniecznych napraw. Erie patrolował wody Indii Zachodnich i Zatoki Meksykańskiej ochraniając obywateli amerykańskich i ich własność, tępiąc handel niewolnikami i konwojując statki handlowe.
Od 21 sierpnia 1832 do 24 czerwca 1834 roku Erie stał w rezerwie w Bostonie, po czym został odkomenderowany do „Flotylli Brazylijskiej” na przeciąg trzech lat (z czego przez dwa ostatnie lata jako okręt flagowy). Flotylla − w czasie rewolucji i zamętu politycznego w Ameryce Południowej − chroniła obywateli amerykańskich i handel USA, a ponadto dostarczała informacji wywiadowczych dotyczących Brazylii, Urugwaju i Argentyny. Okręt wrócił 15 września 1837 roku na kilka miesięcy do Bostonu, ale 9 lutego 1838 roku został skierowany na północny Atlantyk z zadaniem niesienia pomocy każdemu statkowi handlowemu w kłopotach. W lipcu Erie pożeglował do Pensacoli, by patrolować przez dwa tygodnie Indie Zachodnie i Zatokę Meksykańską podczas trwającej wówczas francuskiej blokady wybrzeża Meksyku.
W okresie od lipca 1840 do lutego 1843 roku Erie został w Bostonie przebudowany na uzbrojony okręt zaopatrzeniowy. 9 lutego wyruszył na Pacyfik, dostarczając po drodze zaopatrzenie „Flotylli Brazylijskiej” i 27 lipca dotarł do portu Callao w Peru. W czasie rejsu na Hawaje i Wyspy Towarzystwa (listopad 1843 − styczeń 1844) był jednostką flagową „Flotylli Pacyfiku”, ale w czerwcu 1844 roku został skierowany do Nowego Jorku, gdzie dotarł 10 listopada.
Celem dostarczenia zaopatrzenia „Flotylli Afrykańskiej” Erie skierowany został na Atlantyk, a po dokonaniu niezbędnych napraw w Nowym Jorku wszedł 18 listopada 1845 roku ponownie w skład „Flotylli Pacyfiku”. Gdy wybuchła wojna amerykańsko-meksykańska Erie znajdował się na Hawajach, skąd wrócił w sierpniu 1846 roku ku brzegom Meksyku, Kalifornii i Panamy, by zaopatrywać okręty amerykańskie podczas operacji morskich i desantowych. Brał udział w zajęciu (24 czerwca 1847) Mazatlánu, a wkrótce potem ruszył w stronę wschodniego wybrzeża USA i 24 czerwca 1848 wszedł do nowojorskiego portu.
15 września Erie ponownie postawił żagle i ruszył z zaopatrzeniem na Morze Śródziemne i do Afryki Północnej, by wrócić 11 lipca 1849 roku. W okresie od 6 września 1849 do 12 września 1850 roku jeszcze dwukrotnie dostarczał zaopatrzenie na Morze Śródziemne, aż wreszcie − 26 listopada 1850 roku − został skreślony z listy floty i sprzedany.